# Elezioni presidenziali in Mauritania del 2014
Le elezioni presidenziali in Mauritania del 2014 si tennero il 21 giugno.

## Risultati
| Candidati                        | Partiti                                                                 | Voti    | %     |
| -------------------------------- | ----------------------------------------------------------------------- | ------- | ----- |
| Mohamed Ould Abdel Aziz          | Unione per la Repubblica                                                | 577 995 | 81,89 |
| Biram Dah Abeid                  | Iniziativa per la Rinascita del Movimento Abolizionista                 | 61 218  | 8,67  |
| Boïdiel Ould Houmeit             | El Wiam                                                                 | 31 773  | 4,50  |
| Ibrahima Moctar Sarr             | Alleanza per la Giustizia e la Democrazia/Movimento per il Rinnovamento | 31 368  | 4,44  |
| Laila Maryam Mint Moulaye Idriss | Indipendente                                                            | 3 434   | 0,49  |
| Totale                           | Totale                                                                  | 705 788 | 100   |